# Brian Crowe
Brian Lee Crowe, KCMG (* 5. Januar 1938; † 23. März 2020), war ein britischer Diplomat, der unter anderem zwischen 1989 und 1992 Botschafter in Österreich sowie von 1994 bis 2002 Generaldirektor für Außenbeziehungen der Europäischen Kommission war.

## Leben
Brian Lee Crowe, Sohn von Eric Crowe und Virginia Crowe, war ein Enkel des Diplomaten Eyre Crowe sowie ein Urenkel des Journalisten und Diplomaten Joseph Archer Crowe. Er begann nach dem Besuch der renommierten 1550 gegründeten Sherborne School ein Studium der Fächer Philosophy, Politics and Economics am Magdalen College der University of Oxford, das er mit Auszeichnung mit einem Bachelor of Arts (B.A. P.P.E.) abschloss. 1961 trat er in den diplomatischen Dienst (HM Foreign Service) und fand danach zahlreiche Verwendungen im Ausland sowie im Außenministerium beziehungsweise dem Ministerium für Auswärtige und Commonwealth-Angelegenheiten (Foreign and Commonwealth Office). Nachdem er zwischen 1962 und 1964 an der Botschaft in der Sowjetunion sowie von 1965 bis 1967 im Außenministerium tätig gewesen war, folgte 1967 noch eine kurze Verwendung an Auslandsvertretung in der Volksrepublik Südjemen. Im Anschluss folgte zwischen 1968 und 1973 eine Tätigkeit an der Botschaft in den USA sowie von 1973 bis 1976 an der Botschaft in der Bundesrepublik Deutschland.
Danach fungierte Crowe zwischen 1976 und 1978 im Range eines Botschaftsrats als Leiter des Politischen Planungsstabes im Außenminister (ounsellor and Head of Policy Planning Staff, Foreign and Commonwealth Office) sowie von 1978 und 1981 als Botschaftsrat und Kanzler an der Ständigen Vertretung bei den Europäischen Wirtschaftsgemeinschaften (EWG) in Brüssel. Nach seiner Rückkehr war er zwischen 1982 und 1984 Leiter des Referats Europäische Auswärtige Wirtschaftspolitik im Ministerium für Auswärtige und Commonwealth-Angelegenheiten (Head of European  Economic Department(External), Foreign and Commonwealth Office). 1985 wechselte er erneut an die Botschaft in den USA und war dort bis 1989 als Gesandter für Handelsangelegenheiten tätig. Während dieser Zeit wurde er für seine Verdienste 1985 Companion des Order of St Michael and St George (CMG).
Als Nachfolger von Robert O’Neill übernahm Brian Crowe 1989 den Posten als Botschafter in Österreich und bekleidete diesen bis 1992, woraufhin Terence Courtney Wood seine dortige Nachfolge antrat. Daraufhin war er zwischen 1992 und 1994 als stellvertretender Unterstaatssekretär für Wirtschaft im Ministerium für Auswärtige und Commonwealth-Angelegenheiten (Deputy Under-Secretary for Foreign and Commonwealth Affairs (Economic)) tätig. 1994 wechselte er schließlich in die Generaldirektion der Europäischen Kommission und war dort acht Jahre lang bis 2002 Generaldirektor für Außenbeziehungen der Europäischen Kommission. 2002 wurde er zum Knight Commander des Order of St Michael and St George (KCMG) geschlagen und führte seither den Namenszusatz „Sir“.
Aus seiner 1969 geschlossenen Ehe mit Virginia Willis gingen zwei Söhne hervor.
Er starb am 23. März 2020 im Alter von 82 Jahren an den Folgen von COVID-19.

## Veröffentlichungen
- A common European foreign policy after Iraq?, in: International Affairs, 2003
- EU-US Relations and the Implications of Iraq, in: American Diplomacy, 2003